# Metafisica della qualità
(Lo Zen e l'arte della manutenzione della motocicletta)
La metafisica della qualità (spesso abbreviata in MOQ, Metaphysics of Quality) è una teoria sulla realtà ideata dallo scrittore e filosofo statunitense Robert M. Pirsig. Il pensiero di Pirsig si interroga su cosa sia la realtà, che cosa sia buono, che cosa sia giusto, e arriva a sorprendenti conclusioni sull'esistenza e su ciò che è la vita, spesso facendo sintesi tra il pensiero occidentale e quello orientale.
La teoria ha a che fare con una visione dell'universo non intellettuale, in parte di matrice zen. Tuttavia Pirsig si allontana dal pensiero orientale sostenendo il ruolo fondamentale della ragione e della logica nell'impresa di capire. Egli cerca di colmare il baratro tra scienza e misticismo, tra quelle che lui definisce cultura classica e controcultura romantica, portando il dibattito fra i diversi paradigmi intorno al concetto di "valore". Diventa quindi l'idea di qualità il sommo valore dell'animo: qualità nei propri pensieri, nelle proprie azioni, nei propri desideri.
La teoria ritiene che gli schemi intellettuali (idee, concetti, paradigmi, filosofie) siano superiori agli schemi sociali (tradizioni, culture, riti, gerarchie, mercati). A tal riguardo Pirsig afferma: "È più morale che un'idea distrugga una società che non il contrario". Sotteso a questa frase c'è il concetto della superiorità dell'intelletto sulla società; il primo è generatore d'idee mentre la seconda, di norma, attua una sorta di difesa immunitaria contro le idee emergenti.
Egli abbina alla realtà le categorie, in sequenza crescente di importanza, di inorganico, biologico, sociale, intellettuale o morale.
Ogni categoria a sua volta subisce un conflitto interno tra forze "statiche" e forze "dinamiche". Ad esempio la società statica si contrappone a quella dinamica, o la morale dinamica è in aperta ricerca di valori sempre nuovi e migliori rispetto alla morale statica, ancorata a situazioni e contesti arcaici che ne limitano lo sviluppo.
La metafisica della qualità è stata ideata e descritta nei due libri di Robert M. Pirsig:  Lo Zen e l'arte della manutenzione della motocicletta del 1974 e Lila: un'indagine sulla morale del 1991.